# Alice Bel Colle
Alice Bel Colle – miejscowość i gmina we Włoszech, w regionie Piemont, w prowincji Alessandria.
Według danych na styczeń 2010 gminę zamieszkiwało 786 osób przy gęstości zaludnienia 65 os./1 km².